# فریدل لوتس
فریدل لوتس (به آلمانی: Friedel Lutz) بازیکن فوتبال و مدافع اهل آلمان است که از سال ۱۹۶۰ میلادی عضو تیم ملی فوتبال آلمان بوده‌است. وی در ۱۲ بازی ملی حضور داشته است و آخرین بازی ملی خود را در سال ۱۹۶۶ میلادی انجام داد. فریدل لوتس در بازی‌های ملی‌اش گلی به ثمر نرساند.